# Nikola Plećaš
Nikola Plećaš, né le 10 janvier 1948 à Karlovac, dans la République socialiste de Croatie, est un ancien joueur yougoslave de basket-ball, évoluant au poste de meneur. 

## Carrière

### Palmarès
- Finaliste des Jeux olympiques 1968
- Champion du monde championnat du monde 1970
- Finaliste du championnat du monde 1974
- Finaliste du championnat d'Europe 1969
- Finaliste du championnat d'Europe 1971
- Champion d'Europe 1973
- Champion d'Europe 1975